# 甘泉 (洪武進士)
甘泉（1348年—1420年），字濂川，号龙山，江西萍乡县廷宣乡（今芦溪县宣风镇竹垣村）人，明朝政治人物、進士出身。

## 生平
洪武十八年，登乙丑科进士，官户部陕西司郎中，监察御史。